# Spodiopogon
Genre
Synonymes
- Eccoilopus Steud.[2]

Spodiopogon est un genre de plantes monocotylédones de la famille des Poaceae, sous-famille des Panicoideae, originaire d'Asie, qui contient une quinzaine d'espèces.
Une seule de ces espèces, Spodiopogon formosanus, endémique de Taïwan, est cultivée dans cette île comme céréale mineure.

## Liste d'espèces
Selon World Checklist of Selected Plant Families (WCSP) (17 avril 2022) :
- Spodiopogon aristatus R.J.Desai & Raole (2012)
- Spodiopogon bambusoides (Keng f.) S.M.Phillips & S.L.Chen (2005)
- Spodiopogon cotulifer (Thunb.) Hack. (1889)
- Spodiopogon depauperatus Hack. (1899)
- Spodiopogon dubius Hack. (1889)
- Spodiopogon duclouxii A.Camus (1921)
- Spodiopogon formosanus Rendle, J. Linn. Soc. (1904)
- Spodiopogon jainii V.J.Nair, A.N.Singh & N.C.Nair (1981)
- Spodiopogon lacei Hole (1915)
- Spodiopogon pogonanthus (Boiss. & Balansa) Boiss. (1884)
- Spodiopogon rhizophorus (Steud.) Pilg. (1940)
- Spodiopogon sagittifolius Rendle, J. Linn. Soc. (1904)
- Spodiopogon sibiricus Trin. (1820)
- Spodiopogon tainanensis Hayata (1907)
- Spodiopogon yuexiensis S.L.Zhong (1982)